# Масакр у Ледићима 1992.
Масакр у Ледићима се десио између 3. и 12. јуна 1992. године, када су припадници Армије Републике БиХ убили 24 српска цивила, житеља тог села.

## Историја
Након што је ЈНА напустила такозване тампон зоне или зоне раздвајања сукобљених страна и на основу Резолуције 752 СБ УН се повукла из Босне, а пре него што је формирана Војска Републике Српске, оружане формације хрватско-муслиманске коалиције нападале су српска насеља из околини Сарајева. Унапред планирани покољ у трновским селима осмислили су чланови тадашњег муслиманског ратног председништва. Осим Армије РБиХ, од самог почетка рата, на подручју Трнова и шире, су се налазили и припадници ХОС-а, јединице која је носила назив „Речка пуковнија”, под командом Мирка Бунозе, званог Хакала. С обзиром да су сеоска подручја у време рата била ван очију и интересовања међународних представника, у периоду од априла 1992. до марта 1993. многа српска насеља су похарана и попаљена, а њихови мештани који нису могли да избегну, свирепо су убијани.
Пре рата Ледићи (Општина Трново) су било мало село, са око 20-так кућа, већином насељено Србима, док су у суседним селима Дејчићи и Дујмовићи живели муслимани (сада Бошњаци). Мештане Ледића је рат затекао неспремне. Два дана уочи напада, тројица представника из Дејчића и Дујмовића су дошли у Ледиће, наводно ради постизања комшијског договора о међусобном ненападању. С обзиром да су на договор дошли озбиљни људи, добре комшије и добри домаћини, а имајући у виду чињеницу да су се комшије оба села у Другом светском рату међусобно штитиле и помагале, многи мештани Ледића су се понадали да у њиховом селу до сукоба неће доћи. Мада је посета у том тренутку изгледала добронамерна, а обе стране остале задовољне договором, преживели мештани су након извршеног напада и масакра, могли закључити да се највероватније радило о извидници, у оквиру већ уговореног напада, која је приликом посете могла да утврди бројно стање и одбрамбену спремност села. 
Напад на Ледиће је започео гранатирањем, 3. јуна, у вечерњим часовима. Извршиле су га оружане формације Армије РБиХ, у највећој мери регрутоване са подручја Сарајева, заједно са комшијама из суседног села Дејчићи. Ледиће је са 7 митраљеза бранило двадесетак, за борбу способних мушкараца, међу њима и 70-огодишњи Ратко Миовчић, док су се жене и деца склонили у подруме. Борбе су трајале готово до свитања наредног дана, када је напад одбијен. У то време се из Ледића, у даљини, могао назрети дим попаљених српских села у околини. Тог дана око поднева, у Ледиће су стигле две жене, избегле из села Требечај, које су мештане обавестиле да су сва околна српска села попаљена, да су многи људи побијени, те да се за наредну ноћ планира исто и у Ледићима. Након тога, схвативши да нови напад знатно бројнијег нападача неће моћи издржати, а да ће нападачи због претрпљених губитака бити још разјаренији, међу мештанима је настала дискусија о томе на коју страну да беже. Одлучили су да се склоне у борову шуму изнад села, испод брда Хојта, док је у селу остало пет старијих жена, које због старости или болести нису могле или хтеле да напусте село. Окупиле су се све у једну кућу и током наредних неколико дана биле једине становнице села. Оваква ситуација је остала све док се муслимани нису одважили да уђу у село.
Окупација села, које је у међувремену претворено у својеврстан муслимански логор за Србе и у које су довођени сви ухваћени у покушају бекства, је трајала до 10. јуна. У том периоду су на веома суров начин убијени сви мештани српске националности, који нису могли на време да побегну из својих кућа, али и они малобројни које су муслимани пронашли док су се крили по околним потоцима и шумама.
Истрага коју је 1994. године спровело Министарство унутрашњих послова Републике Српске показало је да су се становници Ледића приликом бега поделили у две групе. Једна је кренула преко Трескавице ка Војковићима, насељу надомак Сарајева, које је контролисала српска страна. 
У исто време, друга група је покушавала да се пробије према Калиновику, на територију коју је такође контролисала српска страна. Цивиле у збегу из друге групе су пресреле муслиманске снаге на локалитету Пољице, код Ледићке кривине. Над њих петнаестак је извршена колективна егзекуција. Убијени су сви осим једанаестогодишњег дечака Драгана Васића, кога су пре рата из Главогодине у Илиџи, код рођака у Ледиће, послали његови родитељи, надајући се да би склањајући га у сеоско подручје могао избећи ратна дешавања. Дечак је остао да лежи тешко рањен међу телима страдалих.
Неки од мештана су убијени неколико дана касније приликом покушаја бекства, на другим успутним локацијама, као што је случај Ленке Тешановић и Стане Тешановић у селу Срботина, код Миљевине.
Пет старица које су остале у селу, одведене су комбијем у непознатом правцу. Према сведочењу једног заробљеног муслиманског војника, одведене су на један поток и тамо убијене.
Један део је остао у шуми у околини села. Повремено су силазили у село по хлеб, који су припремале старице у селу. На путу до села по хлеб, убијен је Радослав Миовчић. Након што су остали без хране, предали су се, уз обећање да им се ништа неће десити. Међу њима Миленко Миовчић и Стојан Васић, са женом Миленом и троје малолетне деце, од којих је најмлађе имало две године. Одведени су у логор у Дејчићима, где их, по сведочењу рођака, у почетку нико није дирао, док нису доведени и заробљеници из Трнова, када су започела мучења. Миленко Миовчић, кога су тукли флашом и гвозденим плугом, је умро након што је био три дана у коми. Васићи су из Дејчића пребачени у школу у Трнову, која је претворена у логор за цивиле. Од последица мучења касније је умро и Стојан Васић. За потребе Армије РБиХ, у логору је снимљен једночасовни филм, на коме се од заточеника логора тражила изјава пред камерама, о томе како им је у логору добро и да им ништа не фали. Многи затвореници се из логора никада нису вратили. У наставку филма, приказују се кадрови са лешевима брутално убијених цивила, као и спаљене куће у Трнову, уз музичку подлогу у част „ослободилаца”.  Преживели логораши из Трнова су септембра 1992. размењени за муслиманске заробљенике.
Ледићи су након оружаног похода опљачкано, спаљено и разорено село. Однесене су све вредне ствари из кућа, стока, краве, овце и коњи.
Напад на Ледиће и заседа у Пољицама, на ТВ Сарајеву и другим средствима информисања су представљени као велика победа Армије РБиХ над четницима, односно српским оружаним формацијама.
На сличан начин је уништено и етнички очишћено 13 српских села у околини Сарајева, која су остала напуштена.
Ледиће је јула 1993. ослободила ВРС.

## Жртве у Ледићима
Годинама након рата, породице су трагале за посмртним остацима жртава.
Леш Радета Миовчића, пронађен је 7. августа 1992, када је утврђено да је глава одвојена од осталог дела тела. Леш Васић Савке, која је заклана на кућном прагу, такође је пронађен без главе.
Заједничку гробницу пет женских тела пронашли су извиђачи ВРС, крајем новембра 1993. Патолози су утврдили узроке смрти, средства и начин егзекуције (хладно оружје) и идентификовали жртве, пет старица из села. Лешеви су пронађени без глава, три главе нису пронађене, док су две главе пронађене одвојене од тела.
Тела четири жртве из породице Тешановић су ексхумирана из масовне гробнице на Јаворској коси октобра 2001. године. Приликом обдукције могло је да се констатује да је смрт свих жртава ексхумираних из те масовне гробнице наступила услед удара тупим предметом или од убода ножа.
Дечак Драган Васић је остао као сведок колективне егзекуције. Према његовим речима, извршиоци злочина су познавали по именима његове рођаке. Откривени су након што су остали без хране и воде, највероватније због плача бебе, док су се скривали у шуми на Трескавици. Након што је остао да лежи рањен, неко од заосталих војника га је спасао и однео га у ратну болницу на Игману. У болници га је превио и на сопствени ризик узео под заштиту, лекар Мустафа Пинтол. Лекар га је из болнице одвео код својих родитеља у село Лукавац, где га је редовно посећивао и лечио. У Лукавцу су га лекареви родитељи лепо примили и бринули се о њему. Шест месеци касније је размењен и враћен својим родитељима, који су до тада мислили да је и он био настрадао у Ледићима. Након рата Драган је више пута и сам учествовао у проналажењу посмртних остатака убијене родбине, породице Тешановић, који су пронађени 2001. године.
До 2001. године су пронађени посмртни остаци 24 жртве. Костури су већином били непотпуни, а неке лобање су пронађене одвојене од тела. Према извештају Министарства унутрашњих послова Републике Српске, становници Ледића су убијени на бруталан начин, клањем, вешањем или гушењем.
Посмртни остаци брачног пара Ненада и Маре Васић, који су ликвидирани још истог дана када су се два села договорила о ненападању, ексхумирани су 2009. године у Дејчићима. Ексхумација је обављена без присуства лекара судске медицине, као и без представника Међународне комисије за тражење несталих, након чега је извршена обдукција.
Од укупно пронађених 24 тела, било је 15 жена. Најстарија жртава је имала 92 године, а најмлађа свега 18 месеци. Њихови посмртни остаци су сахрањени у Миљевићима.
Списак жртава:
1. Тешановић Милун (1990–1992)
2. Тешановић Раде (1964–1992)
3. Тешановић Винка (1971–1992)
4. Тешановић Миленко (1960–1992)
5. Тешановић Невенка (1957–1992)
6. Тешановић Стана (1934–1992)
7. Тешановић Милорад (1956–1992)
8. Тешановић Ленка (1957–1992)
9. Тешановић  Данијела (1980–1992)
10. Тешановић Драгомир (1982–1992)
11. Васић Ненад (1931–1992)
12. Васић Мара (1930–1992)
13. Васић Иконија (1900–1992)
14. Васић Љубица (1907–1992)
15. Васић Милка (1937–1992)
16. Васић Савка (1914–1992)
17. Васић Зора (1919–1992)
18. Васић Славојка (1963–1992)
19. Васић Радојка (1954–1992)
20. Секулић Слађана (1979–1992)
21. Миовчић Миленко 1923–1992)
22. Миовчић Радослав (1923–1992)
23. Миовчић Танкосава (1922–1992)
24. Kењић Саво (1933–1992)

## Споменик
На иницијативу Удружења грађана „Моје огњиште” из Трнова је 2012. године подигнут Споменик цивилних жртава рата у Ледићима. У ту сврху, Удружење је добило на поклон 20m² земљишта од Мирка Миовчића. Аутор споменика је Каменорезачка радња Камен-монт из Источне Илиџе. Споменик је величине 180cm х 120cm. На споменику је осим имена жртава, њихових година рођења и смрти, при дну постоља, требало да буде уписан текст:
У помен 24 цивила као жртве ратног злочина из протеклог рата у БиХ— Да се не заборави
Приликом подношења захтева за издавање грађевинске дозволе за споменик, начелник општине је сугерисао да се из текста уклони реч „злочин”, јер би у супротном споменик могао да буде уклоњен, па је из тог разлога на споменику реч „злочин” замењена речју „дешавања”.
Споменик се налази поред пута од макадама. Одмах са друге стране пута се налази Споменик шехидима и погинулим борцима Добрињске бригаде Армије БиХ, који су 1997. подигле њихове породице. Величине је  120 x 100cm. На споменику подигнутом на месту на коме их је погодила граната, уз датум 8. новембар 1994, десет имена погинулих и њихових година рођења, исписан је и текст:
Боже мили и једини, Ти помози да се никад не заборави, да се душману никад не опрости и да се никад више не понови.

## Оптужница
МУП РС је 4. августа 1992. године поднео први службени извјештај тадашњем тужилаштву у РС против починилаца овог злочина. Када је Војска РС на лето 1993. године ослободила Трново, ексхумирано је више од стотину тела убијених цивила у оближњим селима. Кривична пријава је допуњена 1994. године и њоме су обухваћени Трново и околна села: Требечак, Ледићи, Пресјеница, Висовићи, Стравишта, Тошићи, Кијево, Шкипов Гај, Рајски До.
Савез логораша РС је 2003. поводом злочина на територији општине Трново предао Хашком трибуналу изјаве породице жртава, заједно са налазима патолога, као и други материјал који је садржао доказе против 15 починилаца. Тужилаштво Хашког трибунала није поднело оптужницу, већ је цео случај вратило домаћем тужилаштву.
Након дуготрајне и темељне истраге спроведене 2008. године, прикупљени су докази о појединачним извршењима ратних злочина на подручју Трнова и села у ширем подручју општине Трново и поднета је пријава против више десетина идентификованих починилаца.
За злочине над заробљеницима и цивилима, почињене на ширем подручју Трнова, пред Судом БиХ су оптужени тадашњи: начелник Станице јавне безбедности Трново, касније командант „Зелених беретки”, Едхем Годињак, командант Штаба Територијалне одбране, Медарис Шарић и командант јединица Хрватских одбрамбених снага, Мирко Буноза. На терет им је стављено учешће у злочиначком подухвату с циљем убијања и затварања Срба у селима на подручју Трнова. Оптужницу је 2014. подигао тужилац Посебног одељења за ратне злочине Тужилаштва Босне и Херцеговине. Према наводима српског Тужилаштва за ратне злочине, радило се о једној од најобимнијих оптужница Тужилаштва БиХ, у оквиру које је предложено саслушавањење око 140 сведока и приложено је више од 300 доказних материјала.
Последње рочиште на суђењу је одржано новембра 2016, а рочиште планирано за децембар 2016. је отказано без образложења. За злочине у Трнову и околним селима, до сада нико није осуђен.